# Paramerina smithae
Paramerina smithae är en tvåvingeart som först beskrevs av James E. Sublette 1964.  Paramerina smithae ingår i släktet Paramerina och familjen fjädermyggor. Inga underarter finns listade i Catalogue of Life.